# Gülşah Hatun
Gülşah Hatun (turco ottomano: کل شاہ خاتون, lett. "rosa dello Şah"; ... – Bursa, circa 1487) fu una concubina del sultano ottomano Mehmed II.

## Biografia
Gülşah Hatun, le cui origini sono sconosciute, entrò nell'harem di Mehmed nel 1449, quando questi era ancora Şehzade e governatore di Manisa. 
Nel 1450, diede alla luce il suo unico figlio, Şehzade Mustafa, che sarebbe diventato il prediletto del padre. Avendo messo al mondo un maschio, la relazione sessuale fra Gülşah e Mehmed s'interruppe come da protocollo. 
Nel 1451 Mehmed divenne il nuovo sultano e Gülşah si trasferì con lui e il figlio nella capitale dell'Impero, situata prima a Edirne e poi, dopo il 1453, dopo l'assedio e la caduta, a Costantinopoli. 
Intorno al 1465 Mustafa, come da tradizione, venne nominato governatore, prima di Kayseri e poi di Konya, e sua madre lo accompagnò.
Il 25 dicembre 1474 Mustafa morì inaspettatamente. Sebbene gli storici sostengano che ciò avvenne per cause naturali, all'epoca si sospettò che il principe fosse stato assassinato da Mahmud Angelović, il quale si sarebbe vendicato della relazione adulterina fra lui e sua moglie. Pur senza prove, l'uomo venne giustiziato da Mehmed II. Gülşah venne inoltre accusata di aver presentato lei la donna al figlio e di averlo spinto all'adulterio. La moglie di Mahmud era Selçuk Hatun, sorella di Hatice Hatun, ultima consorte del padre di Mustafa, Mehmed II; e figlia di Zagan Pascià.  
Dopo la morte del figlio, Mehmed si occupò di Gülşah, a cui venne concessa un'alta pensione, fra cui le rendite del villaggio Sığırcalu a Dimetoka, dei figli di Mustafa e delle sue concubine, che vennero fatte sposare a uomini di buona posizione. 
Gülşah si ritirò a Bursa, come imponeva la regola per le madri di Şehzade morti, dove costruì un mausoleo per suo figlio nel complesso Muradiye. Morì a Bursa nel 1487 e venne sepolta accanto a suo figlio.

## Discendenza
Da Mehmed II, Gülşah ebbe un figlio:
- Şehzade Mustafa (1450 - Konya, 25 dicembre 1474, morto in circostanze controverse a seguito di uno scandalo sessuale). Governatore di Konya, ebbe almeno un figlio e due figlie: 
  - Şehzade Hali.
  - Hani Hatun.
  - Nergiszade Ferahşad Hatun, chiamata anche Nergisşah Ferahşah Hatun. Nel 1480 sposò suo cugino Şehzade Abdullah, figlio di Bayezid II, da cui ebbe un figlio e due figlie: 
    - Şehzade Fülan (1481- 1489).
    - Aynışah Sultan (1482 - 1540), sposò Ahmed Pasha. Sepolta insieme a sua madre nel mausoleo di Şirin Hatun a Bursa.
    - Şahnisa Sultan (1484 - 1540), sposò prima suo cugino Şehzade Mehmed Şah (morto nel 1512, figlio di Şehzade Şehinşah), e poi Mirza Mehmed Pasha (morto nel 1517), da cui ebbe un figlio, Sultanzade Şemsi Ahmed Pasha, e infine Nuri Bey.